# Тан Лін Ху
Тан Лін Ху (індонез. Tan Liong Houw, спрощ.: 陈龙虎; кит. трад.: 陳龍虎; нар. 27 липня 1930, Сурабая) — індонезійський футболіст китайського походження, який грав на позиції півзахисника. Відомий за виступами в клубі «Персіджа», та в складі національної збірної Індонезії, зокрема брав у її складі участь у турнірі літніх Олімпійських ігор 1956 року, а також став бронзовим призером Азійських ігор 1958 року.

## Футбольна кар'єра
Тан Лін Ху розпочав грати у футбол у команді «Тунас Джая». З 1951 до 1963 року він грав у складі клубу «Персіджа» з Джакарти. У складі столичного клубу Тан у сезоні 1953—1954 років виграв лігу Персерікатан. Закінчував виступи на футбольних полях Тан Лін Ху в складі клубу «ЮМС 1905».
У 1951—1962 роках Тан Лін Ху також грав у складі національної збірної Індонезії. У складі збірної Тан брав участь у футбольному турнірі літніх Олімпійських ігор 1956 року. У 1958 року футболіст у складі збірної став бронзовим призером Азійських ігор, брав також участь у футбольному турнірі Азійських ігор 1962 року.

## Титули і досягнення
«Персіджа»
- Персерікатан: 1953—1954

Збірна Індонезії
- Азійські ігри:

- Бронза: 1958